# إدوارد فريمان (لاعب كريكت)
إدوارد فريمان (بالإنجليزية: Edward Freeman)‏ (7 نوفمبر 1848 في أستراليا - 11 أغسطس 1905) هو لاعب كريكت أسترالي. لعب مع فريق تسمانيا للكريكت.

## وصلات خارجية
- إدوارد فريمان (لاعب كريكت) على موقع إي آس بي آن كريك إنفو (الإنجليزية)